# Fagot
 Ovo je glavno značenje pojma Fagot. Za druga značenja pogledajte Fagot (razdvojba).
Fagot (fag. ili fg.) je puhačko glazbalo koje spada u porodicu drvenih puhačkih instrumenata. Ima dvostruki jezičak pa se tonovi artikuliraju kao i kod oboe, izgovorom sloga ti. Današnji oblik i tehnička obilježja fagot dobiva krajem 19.st. Izrađuje se od javorova drva. Pripada glazbalima u položini tenora, ugođen je in C, a opseg mu je 1B-es2. Odlikuje ga iznimno velika izražajnost pa može izraziti gotovo sve – od humora do hladnoće ili groteske. U orkestru odlično podržava gudačku dionicu basa.
Za poduku djece izrađuje se fagottino, upola manjih dimenzija. Ugođen je in F i zvuči za kvartu više od uobičajenog fagota.
Kontrafagot (cfag. ili kfg.) izvodi napisane tonove za oktavu dublje, odnoseći se prema fagotu kao kontrabas prema violončelu. Može imati ugrađenu "nogu", slično flauti, čime se opseg spušta do 2A. 